# Golkonda

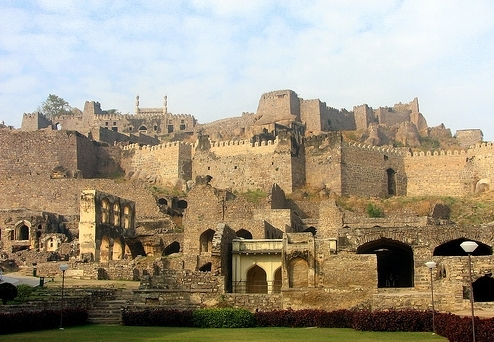
Fästningen i Golkonda

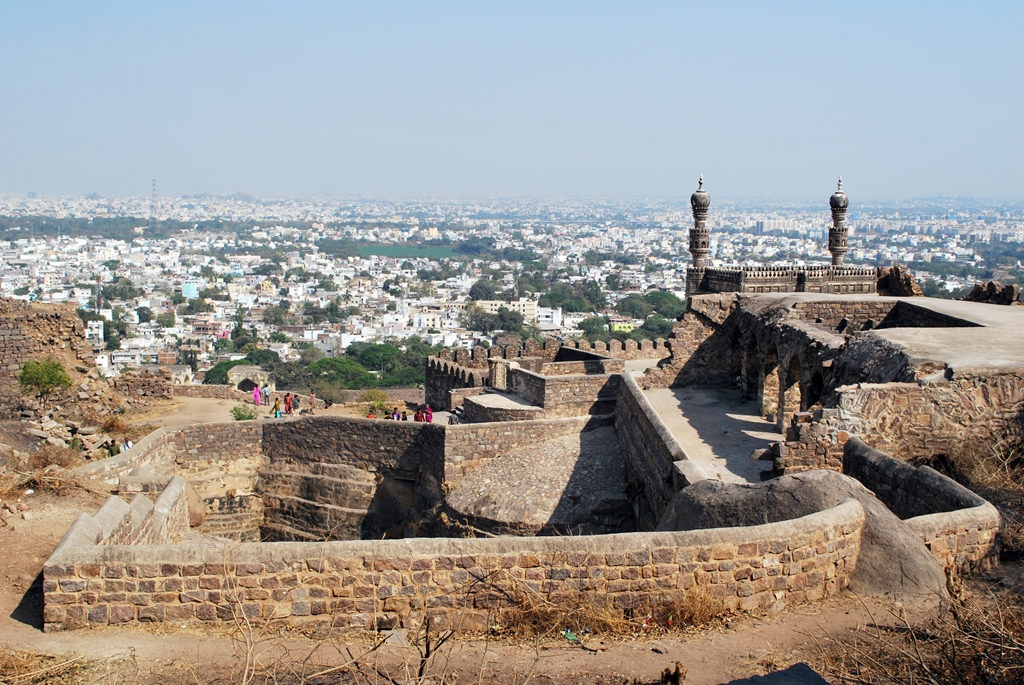
Utsikt mot Hyderabad

Golkonda är en ruinstad, belägen 10 km väster om Hyderabad i delstaten Andhra Pradesh i Indien.
På 1500-talet var den huvudstad för sultanatet Golkonda.
Fästningen i Golkonda påbörjades 1143 av den hinduiska Kakatiya-dynastin (del av folkgruppen Telugu), som då härskade i området. 1363 överlämnades den till Muhammad Shah Bahmani som var den andre sultanen i Bahmanisultanatet (grundat 1347). Efter Bahmanis död förklarade Sultan Quli Qutb Mulk, som var subadar för Golkonda under Bahmani, sig självständig. Han grundade därmed Qutb Shahi-dynastin som kom att leda Golkonda under 170 år, från 1518 till 1687. 
Dynastins fjärde kung, Ibrahim Quli Qutb Shah Wali (1550-1580), gjorde den mest omfattande utbyggnaden av fästningen, bland annat för att kunna försvara sig mot anfallande moguler från norr. En av fästningens fascinerande egenskaper är dess akustik; en handklappning vid huvudporten kan höras på toppen av citadellet som ligger på en 90 meter hög granitkulle.
Dynastins femte kung, Muhammad Quli Qutb Shah (1580-1611), fann att den knappa tillgången på vatten i Golkonda var ett så stort problem att han år 1591 grundade en ny huvudstad, Hyderabad, vid floden Musi.
Qutub Shahi-sultanatet bestod till 1687 då det besegrades av stormogulen Aurangzeb.
Namnet Golkonda kommer enligt legenden från de telugiska orden Golla Konda, som betyder fåraherdens kulle.

## Diamanter
Golkonda var en gång känt för de diamanter som fanns i Paritalai i nuvarande Krishna-distriktet, och som slipades i Golkonda redan under Kakatiya-dynastins tid. Indien hade vid den tidpunkten de enda kända diamantgruvorna i världen. 
De flesta diamanter som nådde Europa under senare delen av 1300-talet kom från Indien. Handelsrutten från Golkonda gick från Indien till Brygge, Paris och slutligen till diamantbörserna i Antwerpen. Eftersom den enda rutten gick landvägen genom Persien via Sidenvägen hände det ofta att diamanter föll i persiska händer som "avgift" för att få passera persiskt territorium. Senare efter att Bartolomeu Dias år 1488 upptäckt sjövägen till Indien via Godahoppsudden, kunde man transportera diamanter på ett för européerna billigare och säkrare sätt.
Bland kända diamanter som tros komma från området kring Golkonda finns:
- Daria-i-Noor ("Sea of light"), 182 carat, tillhör Irans kronjuveler, utställd i Teheran.
- Noor-ul-Ain, fanns i brudens tiara vid bröllopet mellan Farah Pahlavi och Mohammad Reza Pahlavi 1959, tillhör Irans kronjuveler.
- Koh-i-noor, har varit i indisk och persisk ägo, nu i brittisk ägo.
- Hope-diamanten, ägs nu av Smithsonian Institution i Washington, D.C..
- Regent-diamanten, finns nu på Louvren i Paris.
- Wittelsbach-diamanten